# Campionati mondiali di slittino 2025
I Campionati mondiali di slittino 2025 furono la cinquantatreesima edizione della rassegna iridata dello slittino, manifestazione organizzata negli anni non olimpici dalla Federazione Internazionale Slittino. Si tennero dal 6 all'8 febbraio 2025 a Whistler, in Canada, sul Whistler Sliding Centre, la stessa pista sulla quale si svolsero le competizioni dei Giochi di Vancouver 2010 e quelle dei mondiali del 2013; furono disputate gare in sette differenti specialità: nel singolo femminile, nel singolo maschile, nel doppio femminile, nel doppio maschile, nella gara a squadre e nelle neonate specialità delle staffette miste del singolo e del doppio, che sostituirono le prove sprint, non più in programma.
Anche per questa edizione dei mondiali, come già accaduto nelle due precedenti, nessuno slittinista russo poté prendere parte alle gare; il congresso della FIL confermò infatti la decisione presa dal proprio comitato esecutivo, che escluse gli atleti russi da tutte le competizioni disputate sotto la sua egida a causa dell'invasione dell'Ucraina da parte della Russia.
In questa rassegna iridata, come ormai da prassi iniziata nell'edizione di Cesana Torinese 2011, furono altresì attribuiti i titoli mondiali under 23 con la modalità della "gara nella gara", premiando gli atleti meglio piazzati nelle prove del singolo e del doppio.
Vincitrice del medagliere fu la nazionale tedesca, che conquistò cinque titoli sui sette in palio e dodici medaglie delle ventuno assegnate in totale: quelle d'oro furono ottenute da Julia Taubitz nel singolo donne, da Max Langenhan nella prova individuale maschile, da Hannes Orlamünder e Paul Gubitz nel doppio uomini, dagli stessi  Taubitz e Langenhan nella staffetta mista del singolare e nuovamente da Taubitz e Langenhan insieme a Orlamünder, Gubitz, Jessica Degenhardt e Cheyenne Rosenthal nella gara a squadre; nella competizione a coppie femminile la vittoria andò alle austriache Selina Egle e Lara Kipp e nella staffetta mista del doppio trionfarono ancora Egle e Kipp con Thomas Steu e Wolfgang Kindl.
Gli unici atleti che riuscirono a salire per tre volte sul podio in questi campionati mondiali furono i tedeschi Julia Taubitz, Max Langenhan, Hannes Orlamünder, Paul Gubitz, Jessica Degenhardt e Cheyenne Rosenthal e le austriache Selina Egle e Lara Kipp; due medaglie le ottennero gli altri teutonici Tobias Wendl, Tobias Arlt, Dajana Eitberger e Magdalena Matschina gli austriaci Thomas Steu, Wolfgang Kindl, Madeleine Egle e Nico Gleirscher e la statunitense Emily Sweeney.

## Risultati

### Singolo donne
La gara fu disputata il 7 febbraio 2025 nell'arco di due manches e presero parte alla competizione 31 atlete in rappresentanza di 14 differenti nazioni. Campionessa uscente era l'austriaca Lisa Schulte, che concluse la prova al dodicesimo posto, ed il titolo fu conquistato dalla tedesca Julia Taubitz, già campionessa del mondo nel singolo a Schönau am Königssee 2021, davanti alla connazionale Merle Fräbel, al suo primo podio iridato nella specialità, ed alla statunitense Emily Sweeney, già una volta a medaglia ai mondiali in questo evento.
La speciale classifica riservata alle atlete under 23 vide primeggiare la tedesca Merle Fräbel sulle canadesi Embyr-Lee Susko e Trinity Ellis, classificatesi rispettivamente seconda, quarta e tredicesima nella gara senior.
| Pos. | Atlete             | Nazione     | Tempo    | Distacco |
| ---- | ------------------ | ----------- | -------- | -------- |
|      | Julia Taubitz      | Germania    | 1'17"206 | –        |
|      | Merle Fräbel       | Germania    | 1'17"247 | +0"041   |
|      | Emily Sweeney      | Stati Uniti | 1'17"249 | +0"043   |
| 4    | Embyr-Lee Susko    | Canada      | 1'17"287 | +0"081   |
| 5    | Natalie Maag       | Svizzera    | 1'17"349 | +0"143   |
| 6    | Ashley Farquharson | Stati Uniti | 1'17"353 | +0"147   |
| 7    | Madeleine Egle     | Austria     | 1'17"400 | +0"194   |
| 8    | Kendija Aparjode   | Lettonia    | 1'17"449 | +0"243   |
| 9    | Elīna Ieva Vītola  | Lettonia    | 1'17"465 | +0"259   |
| 10   | Summer Britcher    | Stati Uniti | 1'17"466 | +0"260   |

### Singolo uomini
La gara fu disputata l'8 febbraio 2025 nell'arco di due manches e presero parte alla competizione 30 atleti in rappresentanza di 14 differenti nazioni; campione uscente era il tedesco Max Langenhan, che riuscì a bissare il titolo, davanti al connazionale Felix Loch, già sei volte campione del mondo nel singolo, ed all'austriaco Nico Gleirscher, al suo secondo podio iridato nella specialità.
La speciale classifica riservata agli atleti under 23 vide primeggiare il lettone Gints Bērziņš sul tedesco Timon Grancagnolo e sull'altro baltico Kaspars Rinks, classificatisi rispettivamente settimo, tredicesimo e diciottesimo nella gara senior.
| Pos. | Atleti              | Nazione     | Tempo    | Distacco |
| ---- | ------------------- | ----------- | -------- | -------- |
|      | Max Langenhan       | Germania    | 1'39"922 | –        |
|      | Felix Loch          | Germania    | 1'40"057 | +0"135   |
|      | Nico Gleirscher     | Austria     | 1'40"144 | +0"222   |
| 4    | Dominik Fischnaller | Italia      | 1'40"342 | +0"420   |
| 5    | Jonas Müller        | Austria     | 1'40"450 | +0"528   |
| 6    | Kristers Aparjods   | Lettonia    | 1'40"498 | +0"576   |
| 7    | Gints Bērziņš       | Lettonia    | 1'40"503 | +0"581   |
| 8    | Jonathan Gustafson  | Stati Uniti | 1'40"541 | +0"619   |
| 9    | David Gleirscher    | Austria     | 1'40"582 | +0"660   |
| 10   | Wolfgang Kindl      | Austria     | 1'40"607 | +0"685   |

### Doppio donne
La gara fu disputata il 7 febbraio 2025 nell'arco di due manches e presero parte alla competizione 24 atlete in rappresentanza di 9 differenti nazioni; campionesse uscenti erano le austriache Selina Egle e Lara Kipp, che riuscirono a bissare il titolo, davanti alle tedesche Jessica Degenhardt e Cheyenne Rosenthal, già due volte campionesse del mondo nel doppio, ed alle altre teutoniche Dajana Eitberger e Magdalena Matschina, al loro primo podio iridato nella specialità.
La speciale classifica riservata alle atlete under 23 vide primeggiare le austriache Selina Egle e Lara Kipp sulle lettoni Marta Robežniece e Kitija Bogdanova e sulle canadesi Beattie Podulsky e Kailey Allan, classificatesi rispettivamente prime, seste ed ottave nella gara senior.
| Pos. | Atlete                                       | Nazione     | Tempo    | Distacco |
| ---- | -------------------------------------------- | ----------- | -------- | -------- |
|      | Selina Egle Lara Kipp                        | Austria     | 1'17"724 | –        |
|      | Jessica Degenhardt Cheyenne Rosenthal        | Germania    | 1'17"753 | +0"029   |
|      | Dajana Eitberger Magdalena Matschina         | Germania    | 1'17"784 | +0"060   |
| 4    | Andrea Vötter Marion Oberhofer               | Italia      | 1'17"897 | +0"173   |
| 5    | Chevonne Forgan Sophia Kirkby                | Stati Uniti | 1'17"968 | +0"244   |
| 6    | Marta Robežniece Kitija Bogdanova            | Lettonia    | 1'18"081 | +0"357   |
| 7    | Anda Upīte Zane Kaluma                       | Lettonia    | 1'18"133 | +0"409   |
| 8    | Beattie Podulsky Kailey Allan                | Canada      | 1'18"408 | +0"684   |
| 9    | Raluca Strămăturaru Mihaela-Carmen Manolescu | Romania     | 1'19"151 | +1"427   |
| 10   | Nikola Domowicz Dominika Piwkowska           | Polonia     | 1'19"317 | +1"593   |

### Doppio uomini
La gara fu disputata il 7 febbraio 2025 nell'arco di due manches e presero parte alla competizione 36 atleti in rappresentanza di 10 differenti nazioni; campioni uscenti erano gli austriaci Juri Gatt e Riccardo Schöpf, che conclusero la prova al nono posto, ed il titolo fu conquistato dai tedeschi Hannes Orlamünder e Paul Gubitz, al loro primo podio iridato nella specialità, davanti ai lettoni Mārtiņš Bots e Roberts Plūme, anche loro alla prima medaglia mondiale nel doppio, ed ai connazionali Tobias Wendl e Tobias Arlt, già tre volte campioni del mondo in questo evento.
La speciale classifica riservata agli atleti under 23 vide quale unica coppia in gara gli statunitensi Marcus Mueller e Ansel Haugsjaa, classificatisi settimi nella gara senior, e dunque, non essendo rispettato il criterio del numero minimo dei partecipanti alla competizione, il titolo non venne assegnato.
| Pos. | Atleti                             | Nazione     | Tempo    | Distacco |
| ---- | ---------------------------------- | ----------- | -------- | -------- |
|      | Hannes Orlamünder Paul Gubitz      | Germania    | 1'16"538 | –        |
|      | Mārtiņš Bots Roberts Plūme         | Lettonia    | 1'16"640 | +0"102   |
|      | Tobias Wendl Tobias Arlt           | Germania    | 1'16"671 | +0"133   |
| 4    | Thomas Steu Wolfgang Kindl         | Austria     | 1'16"694 | +0"156   |
| 5    | Toni Eggert Florian Müller         | Germania    | 1'16"821 | +0"283   |
| 6    | Yannick Müller Armin Frauscher     | Austria     | 1'16"848 | +0"310   |
| 7    | Marcus Mueller Ansel Haugsjaa      | Stati Uniti | 1'16"856 | +0"318   |
| 8    | Ivan Nagler Fabian Malleier        | Italia      | 1'16"916 | +0"378   |
| 9    | Juri Gatt Riccardo Schöpf          | Austria     | 1'16"994 | +0"456   |
| 10   | Zachary Di Gregorio Sean Hollander | Stati Uniti | 1'17"054 | +0"516   |

### Staffetta mista singolo
La gara fu disputata il 6 febbraio 2025 ed ogni nazione poté schierare al via al massimo due formazioni, anche se era prevista la possibilità di costituire squadre di paesi differenti; nello specifico la prova vide la partenza di una "staffetta" composta da un singolarista uomo ed una singolarista donna che scesero lungo il tracciato consecutivamente senza interruzione dei tempi tra un componente e l'altro per ognuna delle 21 formazioni in gara; il tempo totale così ottenuto laureò campione il binomio tedesco di Max Langenhan e Julia Taubitz davanti a quello statunitense composto da Jonathan Gustafson ed Emily Sweeney ed a quello austriaco formato da David Gleirscher e Madeleine Egle.
| Pos. | Nazione              | Atleti                              | Tempo    | Distacco |
| ---- | -------------------- | ----------------------------------- | -------- | -------- |
|      | Germania I           | Max Langenhan Julia Taubitz         | 1'22"354 | –        |
|      | Stati Uniti I        | Jonathan Gustafson Emily Sweeney    | 1'22"449 | +0"095   |
|      | Austria II           | David Gleirscher Madeleine Egle     | 1'22"678 | +0"324   |
| 4    | Lettonia I           | Kristers Aparjods Elīna Ieva Vītola | 1'22"706 | +0"352   |
| 5    | Austria I            | Nico Gleirscher Lisa Schulte        | 1'22"773 | +0"419   |
| 6    | Australia / Svizzera | Alexander Ferlazzo Natalie Maag     | 1'22"793 | +0"439   |
| 7    | Italia I             | Dominik Fischnaller Verena Hofer    | 1'22"821 | +0"467   |
| 8    | Lettonia II          | Gints Bērziņš Kendija Aparjode      | 1'22"859 | +0"505   |
| 9    | Italia II            | Leon Felderer Sandra Robatscher     | 1'22"963 | +0"609   |
| 10   | Stati Uniti II       | Tucker West Ashley Farquharson      | 1'22"975 | +0"621   |

### Staffetta mista doppio
La gara fu disputata il 6 febbraio 2025 ed ogni nazione poté schierare al via al massimo due formazioni, anche se era prevista la possibilità di costituire squadre di paesi differenti; nello specifico la prova vide la partenza di una "staffetta" composta da un doppio uomini ed un doppio donne che scesero lungo il tracciato consecutivamente senza interruzione dei tempi tra un componente e l'altro per ognuna delle 12 formazioni in gara; il tempo totale così ottenuto laureò campione il team formato dalle due coppie austriache di Thomas Steu e Wolfgang Kindl e di Selina Egle e Lara Kipp davanti a quelli tedeschi composti rispettivamente da Hannes Orlamünder, Paul Gubitz, Dajana Eitberger e Magdalena Matschina e da Tobias Wendl, Tobias Arlt, Jessica Degenhardt e Cheyenne Rosenthal.
| Pos. | Nazione        | Atleti                                                                       | Tempo    | Distacco |
| ---- | -------------- | ---------------------------------------------------------------------------- | -------- | -------- |
|      | Austria        | Thomas Steu / Wolfgang Kindl Selina Egle / Lara Kipp                         | 1'22"894 | –        |
|      | Germania I     | Hannes Orlamünder / Paul Gubitz Dajana Eitberger / Magdalena Matschina       | 1'22"912 | +0"018   |
|      | Germania II    | Tobias Wendl / Tobias Arlt Jessica Degenhardt / Cheyenne Rosenthal           | 1'22"991 | +0"097   |
| 4    | Stati Uniti II | Zachary Di Gregorio / Sean Hollander Chevonne Forgan / Sophia Kirkby         | 1'23"059 | +0"165   |
| 5    | Italia         | Ivan Nagler / Fabian Malleier Andrea Vötter / Marion Oberhofer               | 1'23"127 | +0"233   |
| 6    | Lettonia I     | Mārtiņš Bots / Roberts Plūme Marta Robežniece / Kitija Bogdanova             | 1'23"196 | +0"302   |
| 7    | Lettonia II    | Eduards Ševics-Mikeļševics / Lukass Krasts Anda Upīte / Zane Kaluma          | 1'23"544 | +0"650   |
| 8    | Canada         | Devin Wardrope / Cole Zajanski Beattie Podulsky / Kailey Allan               | 1'23"923 | +1"029   |
| 9    | Polonia        | Wojciech Chmielewski / Jakub Kowalewski Nikola Domowicz / Dominika Piwkowska | 1'24"422 | +1"528   |
| 10   | Ucraina        | Ihor Hoj / Nazarij Kačmar Olena Stec'kiv / Oleksandra Moch                   | 1'24"878 | +1"984   |

### Gara a squadre
La gara fu disputata l'8 febbraio 2025 ed ogni squadra nazionale prese parte alla competizione con un'unica formazione; nello specifico la prova vide la partenza di una "staffetta" composta da una singolarista donna, un doppio maschile, un singolarista uomo ed un doppio femminile, che scesero lungo il tracciato consecutivamente senza interruzione dei tempi tra un componente e l'altro per ognuna delle 9 formazioni in gara; il tempo totale così ottenuto laureò campione la nazionale tedesca di Julia Taubitz, Hannes Orlamünder, Paul Gubitz, Max Langenhan, Jessica Degenhardt e Cheyenne Rosenthal davanti alla squadra austriaca composta da Madeleine Egle, Thomas Steu, Wolfgang Kindl, Nico Gleirscher, Selina Egle e Lara Kipp ed a quella canadese formata da Embyr-Lee Susko, Devin Wardrope, Cole Zajanski, Theo Downey, Beattie Podulsky e Kailey Allan.
| Pos. | Nazione     | Atleti | Tempo    | Distacco |
| ---- | ----------- | --- | -------- | -------- |
|      | Germania    | Julia Taubitz Hannes Orlamünder / Paul Gubitz Max Langenhan Jessica Degenhardt / Cheyenne Rosenthal                             | 2'50"361 | –        |
|      | Austria     | Madeleine Egle Thomas Steu / Wolfgang Kindl Nico Gleirscher Selina Egle / Lara Kipp                                             | 2'50"492 | +0"131   |
|      | Canada      | Embyr-Lee Susko Devin Wardrope / Cole Zajanski Theo Downey Beattie Podulsky / Kailey Allan                                      | 2'51"641 | +1"280   |
| 4    | Stati Uniti | Emily Sweeney Marcus Mueller / Ansel Haugsjaa Jonathan Gustafson Chevonne Forgan / Sophia Kirkby                                | 2'51"954 | +1"593   |
| 5    | Polonia     | Klaudia Domaradzka Wojciech Chmielewski / Jakub Kowalewski Mateusz Sochowicz Nikola Domowicz / Dominika Piwkowska               | 2'52"097 | +1"736   |
| 6    | Ucraina     | Julianna Tunyc'ka Ihor Hoj / Nazarij Kačmar Andrij Mandzij Olena Stec'kiv / Oleksandra Moch                                     | 2'53"125 | +2"764   |
| 7    | Romania     | Ioana-Corina Buzatoiu Vasile Marian Gitlan / Darius-Lucian Șerban Valentin Crețu Raluca Strămăturaru / Mihaela-Carmen Manolescu | 2'53"248 | +2"887   |
| DNF  | Lettonia    | Kendija Aparjode Mārtiņš Bots / Roberts Plūme Kristers Aparjods Marta Robežniece / Kitija Bogdanova                             | –        | –        |
| DSQ  | Italia      | Sandra Robatscher Ivan Nagler / Fabian Malleier Dominik Fischnaller Andrea Vötter / Marion Oberhofer                            | –        | –        |

## Medagliere
| Pos.   | Nazione     | Oro | Argento | Bronzo | Totale |
| ------ | ----------- | --- | ------- | ------ | ------ |
| 1      | Germania    | 5   | 4       | 3      | 12     |
| 2      | Austria     | 2   | 1       | 2      | 5      |
| 3      | Stati Uniti | 0   | 1       | 1      | 2      |
| 4      | Lettonia    | 0   | 1       | 0      | 1      |
| 5      | Canada      | 0   | 0       | 1      | 1      |
| Totale | Totale      | 7   | 7       | 7      | 21     |